# Кастросеррасін
Кастросеррасін (ісп. Castroserracín) — муніципалітет в Іспанії, у складі автономної спільноти Кастилія-і-Леон, у провінції Сеговія. Населення — 58 осіб (2010).
Муніципалітет розташований на відстані близько 110 км на північ від Мадрида, 55 км на північний схід від Сеговії.

## Демографія
Динаміка населення (INE ):